# Obereopsis partenigrosternalis
Obereopsis partenigrosternalis là một loài bọ cánh cứng trong họ Cerambycidae.